# Eurocash
Eurocash (укр. Єврокеш) — польська група компаній, до якої входять «Eurocash Cash & Carry», «Eurocash Serwis», які представляють на ринку роздрібної торгівлі такі торгові марки як «abc», «1Minute», «Delikatesy Centrum», «Groszek», «Lewiatan» та «Mila».
Компанію під назвою «Elektromis» у 1993 році заснував Маріуш Швітальський.
Найбільший пакет акцій компанії (44%) належить португальцеві Луїшу Амаралю, який у 2003 році придбав компанію у свого колишнього роботодавця — португальської компанії «Jerónimo Martins». Акції «Єврокеша» котируються на фондовій біржі в Варшаві.

## Історія
«Eurocash» бере свій початок з 1993 року, коли Маріушем Швітальським було засновано підприємство «Elektromis». У 2003 році Луїш Амараль разом із групою експертів у галузі дистрибуції шляхом викупу управління придбав компанію у свого колишнього роботодавця — португальської компанії «Jerónimo Martins». Раніше Амараль, як і Швітальський, брав участь в розбудові мережі «Biedronka». «Jeronimo Martins» вирішила продати «Eurocash». Безпосередньою причиною такого рішення стали дуже погані фінансові результати дочірньої компанії, а також доволі несприятливе фінансове становище «Jeronimo Martins». У 2005 році «Eurocash» дебютував на Варшавській фондовій біржі.
2 серпня 2010 року «Eurocash SA» завершив операцію з придбання 100% акцій у найбільшій гуртовій дистрибуції алкогольних напоїв у Польщі, яка раніше належала Центральноєвропейській дистрибуційній корпорації (CEDC) — компанії, що входить до списку NASDAQ та GPW, який є найбільшим виробником горілки у світі. Вартість угоди становила 400 млн злотих (готівкою). Предметом угоди став продаж наступних чотирнадцяти компаній з розподілу CEDC у Польщі: «Astor sp. Z oo», «Dako-Galant Przedsiębiorstwo Handlowo Produkcyjne sp. Z oo», «Damianex SA», «Delikates sp. Z oo», «Miro sp. Z o. O.», «MTC sp. Z o. z o. o.», «Multi-Ex SA», «Onufry SA», «Panta-Hurt sp. z o. o.», «Polskie Hurtowe Alkoholi sp. z o. o.»,  Premium Distributors sp. z o.o., «Przedsiębiorstwo Dystrybucji Alkoholi «Agis» SA», Przedsiębiorstwo Handlu Spożywczego sp. z o.o. oraz Saol Dystrybucja sp. z o.o. Після придбання вищезазначених підприємств компанією «Eurocash SA», раніше діючі компанії були консолідовані. З дистрибуторської частини групи CEDC (від чотирнадцяти дистриб'юторських компаній) було створено один оптимізований бізнес-підрозділ «Eurocash SA» — Premium Distributors, в даний час змінений у «Eurocash Alkohole», куди входить 50 відділень по всій Польщі.
Наприкінці 2011 року «Eurocash SA» придбав у «Emperia Tradis sp. Z oo.». 17 грудня 2013 року обидві компанії підписали план консолідації, а з 4 квітня 2014 року «Eurocash SA» приєднався до «Tradis sp. Z o.o.», який перейшов у «Eurocash Dystrybucja».

## Eurocash Group
«Eurocash SA» є материнською компанією групи «Eurocash», яка, крім бізнес-підрозділів, що утворюють ядро групи, включає також франчайзингові мережі (мережі магазинів «abc», «Delikatesy Centrum», «Lewiatan», «Euro Sklep», «Groszek», «Drogerie Koliber») та інших компаній групи («Partnerski Serwis Detaliczny SA», гуртова мережа «DEF», побутової хімії та косметика «Ambra»). «Eurocash SA» об'єднує кілька підприємств, що є бізнес-підрозділами групи «Eurocash»:
- «Eurocash Cash & Carry» — мережа з понад 160 гуртових дилерів, орієнтованих на обслуговування малих та середніх магазинів продуктів харчування та хімікатів; є франчайзерем «ABC Store Network» — найбільшої мережі невеликих магазинів біля дому у Польщі, що має понад 6100 торгових точок[13];
- «Eurocash Franczyza» — компанія, що займається розвитком франчайзингової мережі «Delikatesy Centrum» (понад 800 магазинів у 2014 році; найвища кількість розташована на південному сході Польщі)[14];
- «Eurocash Dystrybucja» — провідний польський постачальник товарів широкого вжитку (FMCG) для АЗС та невеликих магазинів біля дому. Лідер на ринку гуртової дистрибуції товарів широкого вжитку в Польщі[15][16] (має загальну площу 500 000 м² складських приміщень та парк з 650 транспортних засобів). З 4 квітня 2014 року «Eurocash SA» об'єднався з «Tradis sp. Z o. O.», який таким чином перейшов у «Eurocash Dystrybucja»[10].
- Eurocash Gastronomy — лідер на польському ринку з дистрибуції товарів широкого вжитку на ринок HoReCa (готельне, ресторанне та громадське харчування), що спеціалізується на комплексному обслуговуванні мереж ресторанів середнього класу (повсякденне харчування) та фаст-фудах, а також їдальнях працівників і готелів[17];
- «Eurocash Serwis» — лідер на польському ринку розповсюдження імпульсних продуктів (включаючи каву, чай, сигарети, тютюн та тютюнові аксесуари, солодощі, батарейки, телефонні картки та ліки без рецепту; понад 130 відділень)[18][19];
- «Eurocash Alcohols» — найбільша мережа розповсюдження алкоголю в Польщі; постачає роздрібні магазини та сегмент HoReCa[9];
- «PolCater» — компанія, що працює на ринку гастрономії. Займається поставками мереж ресторанів, кафе та готелів у секторі HoReCa[20];
- PSD, «Partnerki Serwis Detaliczny» — компанія, похідна від «Tradis», яка асоціює себе як «Spółdzielnia Spożywców Społem». Група PSD є власником франшизи мережі магазинів «Gama», яка об’єднує понад 170 магазинів.
- «PayUp Polska» — спільне підприємство, утворене португальською компанією «Pay Up Desenvolvimento» та «Eurocash Group»; займається розподілом електронних послуг для споживачів, які реалізуються через мережу платіжних терміналів. Пропонує мобільні сервіси, оплату рахунків (наприклад, за газ, електроенергію, телефон або квартиру), послугу прийому платіжних карток, повернення готівки, безпечні платежі в інтернеті (Ukash, Paysafecard) та різного роду поповнення[21].